# Impact environnemental de l'industrie du textile
L'impact environnemental de l'industrie du textile correspond aux activités de conception, fabrication, transport et vente de textile dont l'habillement fait partie. Ces activités ont un impact sur l'environnement.

## Un impact grandissant
La consommation de vêtements a sensiblement augmenté ces dernières décennies comme le montre le rapport de l'Agence européenne pour l'environnement (EEA) qui constate entre 1996 et 2012 une augmentation de 40 %[pas clair] dans l'Union européenne, liée à une baisse moyenne des prix de 36 %. De par cette baisse des prix, le budget attribué n'a augmenté que 3 % sur cette même période,.
L'utilisation de fibres synthétiques est très répandue dans cette industrie avec le polyester qui représente [Combien ?] % de celle-ci soit 45 millions de tonnes par an en 2018.
Le coton, bien que naturel, n'en reste pas moins polluant puisque selon l'ADEME un pull en coton émet 56 kg de dioxyde de carbone (CO2) contre 26 pour une polaire en polyester recyclé,. 
Avec 20 millions de tonnes produites par an, le coton représente 2,5 % des terres cultivées de la planète. L'utilisation de pesticides sur ces cultures est massive.
Greenpeace a dénoncé la présence de substances chimiques dans de nombreuses marques de prêt-à-porter,,.
Ces substances chimiques causeraient la pollution de 70 % des rivières de Chine.
L'industrie du textile émettrait chaque année 1,7 milliard de tonnes de CO2 selon le WWF,.